# خوابیدن به پهلو

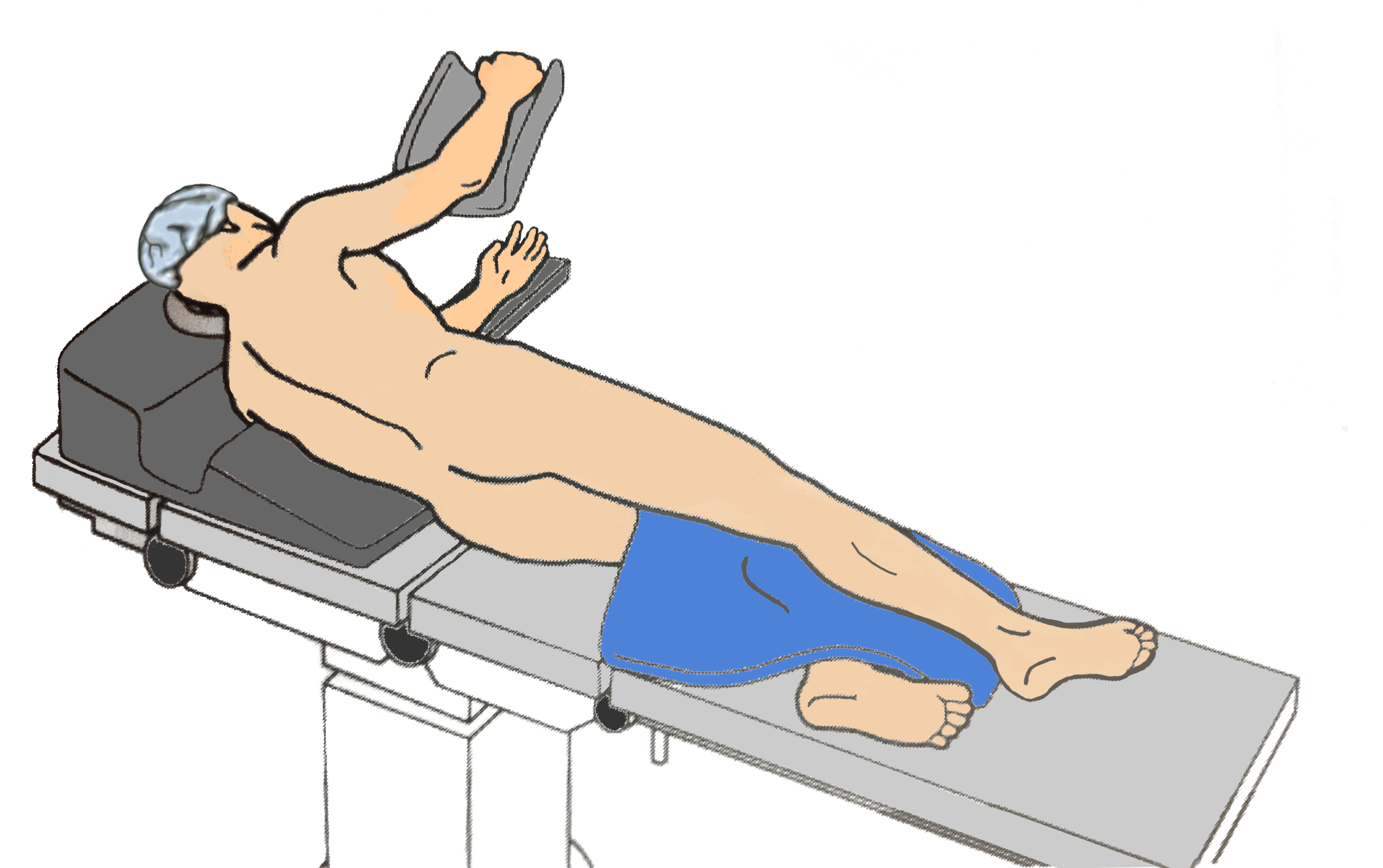
پوزیشن لترال

در پوزیشن خوابیده به پهلو یا لترال (به انگلیسی: Lateral position) بیمار نخست در وضعیت طاق‌باز  بیهوش گردیده و سپس به کمک تیم جراحی به وضعیت لترال درمی‌آید. پیش از آن، مهم این است که بر روی تخت جراحی جادستی و پدهای مخصوص نصب شده باشد.
- این که بیمار به کدام پهلو بر روی تخت خوابانده شود به موضع‌عمل بستگی دارد.

بیمار در پوزیشن لترال‌راست به پهلوی چپ و در لترال‌چپ به پهلوی راست خوابانده می‌شود.
- جهت فیکس شدن بیمار بر روی تخت جراحی و اطمینان بیشتر از این که وی در این وضعیت جابجا نشود، پای زیرین وی در محل‌های زانو ولگن کمی خمیده شده و پای دیگر به حالت صاف در می‌آید، فضای بین آن‌ها توسط بالش یا پد مخصوصی  پر می‌شود تا از وارد امدن فشار بر روی عصب زانویی جلوگیری به عمل آید.[۲]
- شانهٔ زیرین بیمار باید به ارامی به طرف جلو کشیده شده و یک پد محافظ در پشت و زیر بغل وی قرار گیرد تا از وارد امدن فشار به اعصاب و عروق بازویی جلوگیری شود.
- زیر سر و پهلوی بیمار باید بالش‌هایی قرار گیرد تا مهره‌های‌ستون‌فقرات در یک راستا باشد.
- باید دقت شود تسمه‌های نگه دارنده به صورت مناسب بسته شده و تکیه گاه‌های کناری تخت نیز حتماً کشیده شوند..[۳]

## موارد استفاده
نفرکتومی،  توراکوتومی، جراحی‌های حالب و جراحی‌های پروتز ران 

## اندام‌های در معرض فشار
سر و گردن، شانه‌ها، پهلوی زیرین، پاها (در محل تماس با تخت و نیز در محل تماس باهم)

## عوارض احتمالی
وارد آمدن فشار افزوده، بر عروق و اعصاب بازویی و زانویی عارضهٔ مهمی محسوب می‌شود

## توجهات فیزیولوژیکی
- فشارخون سیستولیک و دیاستولیک بیمار کاهش می‌یابد.
- واردآمدن فشار به قسمت زیرین قفسهٔ سینه باعث کاهش حرکت‌های آن می‌شود.